# فرضية دقات القلب

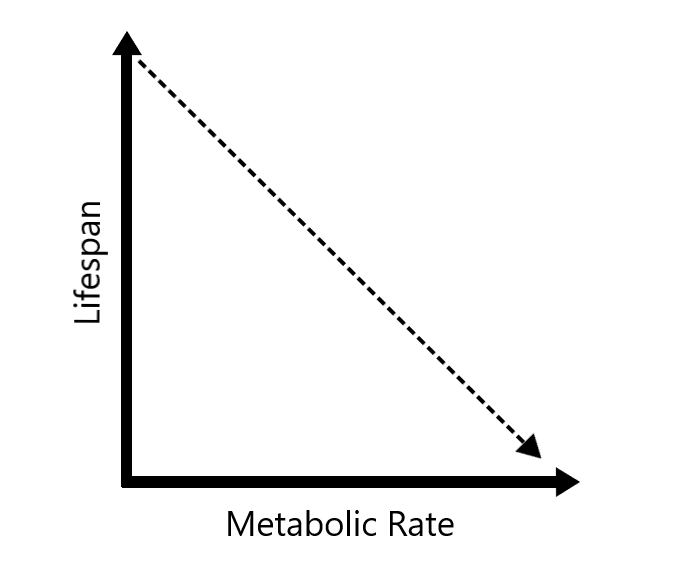

تسلم فرضية دقات القلب جدلًا بأن كل كائن حي يوجد لديه عدد محدد من دقات القلب أو الأنفاس[محل شك]. وتقوم هذه الفرضية استنادًا إلى ملاحظتين. تتمثل الملاحظة الأولى في أن الثدييات الصغيرة (مثل الفئران) لديها معدل ضربات قلب سريع أثناء السكون مقارنة بالثدييات الكبيرة (مثل الفيل)، وتتناسب أعمار تلك الثدييات عكسيًا مع هذه المعدلات. بينما تتمثل الملاحظة الثانية في أن الأشخاص الرياضيين يميلون إلى أن يكون لديهم معدل نبضات قلب أقل في فترات السكون ويميلون للعيش فترة أطول من هؤلاء الذين لا يتمتعون بحالة صحية جيدة.
وافترض ريموند بيرل (Raymond Pearl) في عام 1926م أن طول العمر يتفاوت عكسيًا مع معدل الاستقلاب معدل الاستقلاب الأساسي ("فرضية معدل الحياة"). ويأتي دعم هذه النظرية من الحقيقة التي تشير إلى أن الثدييات الأكبر حجمًا تتمتع بعمر أطول وتلك الحقيقة التي تشير إلى تباين طول عمر ذبابات الفاكهة بطريقة عكسية مع درجة حرارة البيئة المحيطة. وأضف إلى ذلك إمكانية إطالة فترة حياة ذباب المنزل في حالة منعه من النشاط البدني.
ويأتي تعزيز آخر لهذا النظرية من دراسات عديدة تربط انخفاض معدل الاستقلاب الأساسي (الذي يتضح من خلال انخفاض عدد دقات القلب) باحتمالية إطالة الحياة. ومن المعتقد أن ذلك هو السبب المفسر لتمكن الحيوانات مثل السلاحف العملاقة من العيش أكثر من 150 عامًا. وقد أظهرت الدراسات التي أُجريت على الأشخاص الذين تتجاوز أعمارهم المائة عام ارتباطًا بين انخفاض نشاط الغدة الدرقية (انخفاض معدل الأيض) وطول العمر.
ولكن رغم ذلك يمكن أن تتباين نسبة معدل الأيض الساكن إلى استهلاك الطاقة ما بين 1.6 إلى 8.0 بين أنواع الثدييات. وتتفاوت الحيوانات أيضًا في درجة الارتباط بين الفسفرة التأكسدية وإنتاج ثلاثي فوسفات الأدينوسين وكمية الدهون المشبعة في أغشية الميتوكندريا ومقدار تجدد الدنا وكثير من العوامل الأخرى التي تؤثر على الحد الأقصى لطول العمر.